# Macàrees
Macàrees (grec antic: Μακαρέαι; gentilici Μακαριεύς, català macarieu) fou una ciutat d'Arcàdia del districte de Parràsia, no lluny de Megalòpolis, al camí de Figàlia i a la vora del riu Alfeu. Era en ruïnes al temps de Pausànies (segle ii dC). Els seus habitants foren traslladats a Megalòpolis quan es va fundar aquesta ciutat.
Està situada prop de la moderna Alfeios.